# Palm Coast
Palm Coast – miasto w Stanach Zjednoczonych, w stanie Floryda, w hrabstwie Flagler.